# René Lefèvre (aviateur)
Pour les articles homonymes, voir René Lefèvre et Lefèvre.
René Lefèvre, né le 12 novembre 1903 à Venizel dans l'Aisne et mort le 12 avril 1972 à Paris, est un aviateur français. Comptant parmi les pionniers de l’aviation, il est célèbre pour sa participation comme second pilote au vol de l’Oiseau Canari en juin 1929, marquant la première traversée française de l’Atlantique Nord, dans le sens Ouest-Est.

## Biographie
Lorsqu’il est recruté par Armand Lotti comme second pilote de l’expédition transatlantique à bord de l'oiseau Canari, René Lefèvre est sergent mitrailleur du groupe Weiss.
Devenu pilote de ligne, René Lefèvre inaugure de nombreuses lignes aériennes.
Le 8 avril 1931, René Lefèvre, parti du Bourget le 16 novembre 1930, parvient à relier Madagascar avec son monoplan monomoteur Potez 36-14 baptisé « Migrateur » à hélice Merville et moteur de quatre cylindres en ligne Renault 4Bp de 95 chevaux, soit 12 200 kilomètres.
Il s'engage dans les Forces aériennes françaises libres en novembre 1942, puis, avec l'armée française de la Libération, il participe aux combats en Italie du Nord et en Provence.
Il vient voler à plusieurs reprises sur la piste d’atterrissage de Mimizan, qui a vu l’Oiseau Canari se poser le 16 juin 1929. Il y vient notamment le 16 juin 1959 célébrer pour la dernière fois à Mimizan l’anniversaire de la traversée. Il est fait grand officier de la Légion d'honneur. Il avait épousé Monique Hollier (1910-2004).

## La traversée de l'océan Atlantique de 1929
Cette traversée de l'océan Atlantique du 13 juin 1929 (Boston) au 14 juin 1929 (côte nord de l’Espagne) est le fruit de trois aviateurs : Lefèvre, bien entendu, Lotti, mais aussi Assollant (sans oublier un journaliste américain voyageant avec eux clandestinement), qui en 29 heures et 22 minutes de vol ont réalisé le superbe trajet affichant 5 900 kilomètres au-dessus des flots, avec leur Oiseau Canari, à savoir un Bernard 191 GR de couleur jaune, qui a désormais élu domicile au Bourget, au Musée de l'Air et de l'Espace du Bourget.

## Distinctions
- Grand officier de la Légion d'honneur
- Croix de guerre 1939–1945
- Médaille de l'Aéronautique[2]
- Grand-croix de l'ordre de l'Étoile d'Anjouan (1954)[8]